# Jorge Saldanha Bandeira de Mello
Jorge Saldanha Bandeira de Mello (Rio de Janeiro, 21 de março de 1903 – 15 de junho de 1969) foi um médico brasileiro.
Graduado em farmácia (1921) e doutorado em medicina (1924), ambos na Faculdade de Medicina da Universidade do Brasil, e diplomado em higiene e saúde pública (1927) pelo curso de Higiene e Sanitária pela Faculdade Nacional de Medicina do Rio de Janeiro. Foi eleito membro da Academia Nacional de Medicina em 1957, sucedendo João de Barros Barreto Filho na Cadeira 56, que tem João de Barros Barreto como patrono.